# Chorea gravidarum
La chorea gravidarum o corea gravídica es un término médico para referirse a un trastorno del embarazo caracterizado por la aparición de movimientos relativamente rápidos y fluidos, pero no rítmicos, de las extremidades y el tronco. En algunos casos pueden ser movimientos asimétricos y de gran fuerza, simulando una convulsión. Por lo general se asocia a la eclampsia y sus efectos sobre los ganglios basales del cerebro. Este tipo de movimientos puede aparecer también con el uso de estrógenos, aunque el trastorno fundamental es un cambio dramático en la influencia hormonal sobre el cerebro. Al final del embarazo o con la eliminación de la hormona ofensiva, los movimientos desaparecen. 